# Святошинські ставки
Святошинські ставки — каскад ставків на річках Нивка і Борщагівка між Святошином, Біличами і Катеринівкою, найбільшими серед яких є ставки № 14 (озеро Верховина) і № 15 (Святошинське озеро), який є гирлом річки Нивки. Святошинські ставки є найбільшими серед ставків Києва. Борщагівка після проходження цих ставків впадає до річки Ірпінь.

## Історія

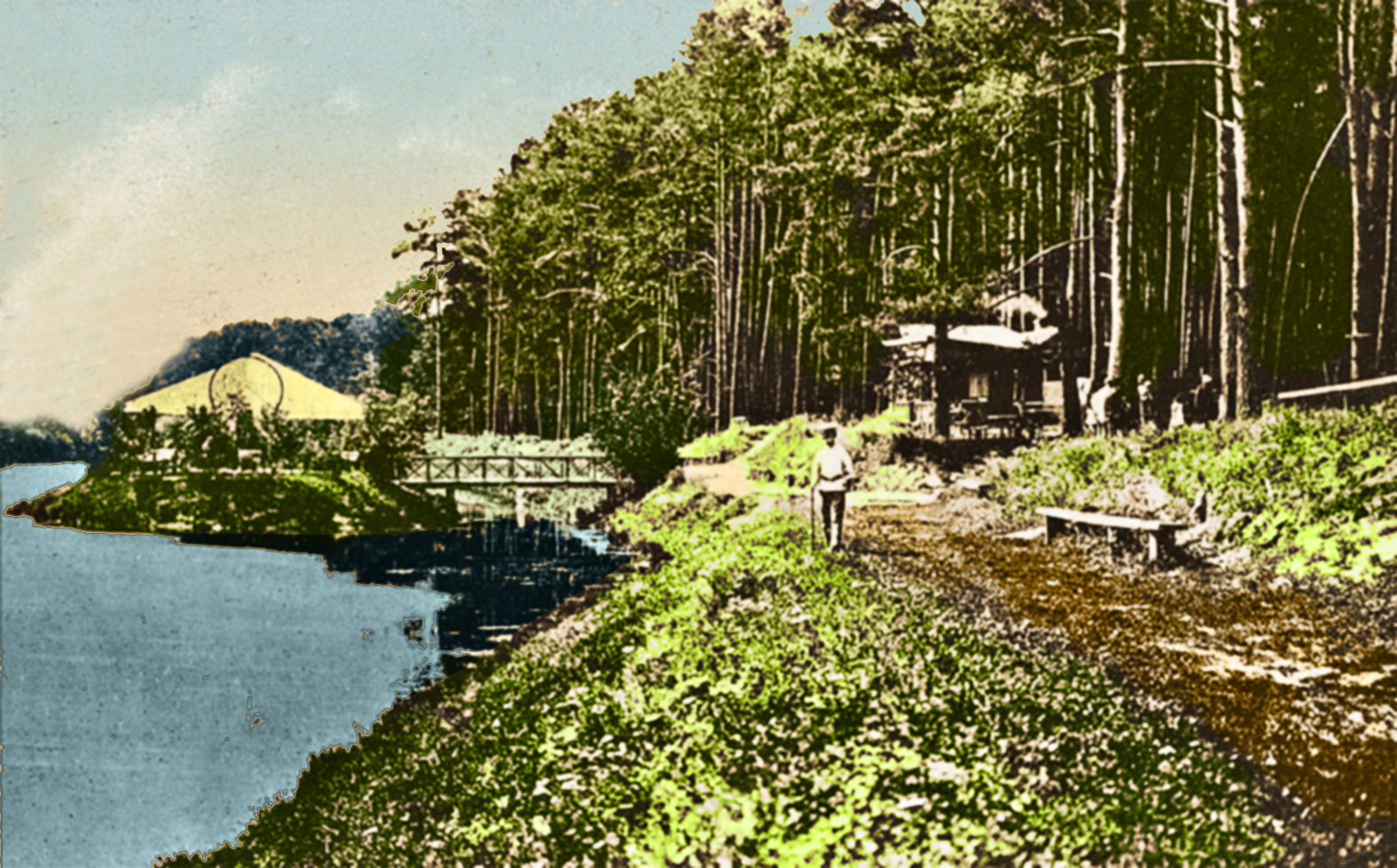
Ставок на Святошинських дачах, початок ХХ ст.

Із забудовою Святошинських дач у 1897—1914 роках постало питання підготовки місць відпочинку дачників. З цією метою облаштували два ставки для купання і катання на човнах.

## Загальні відомості

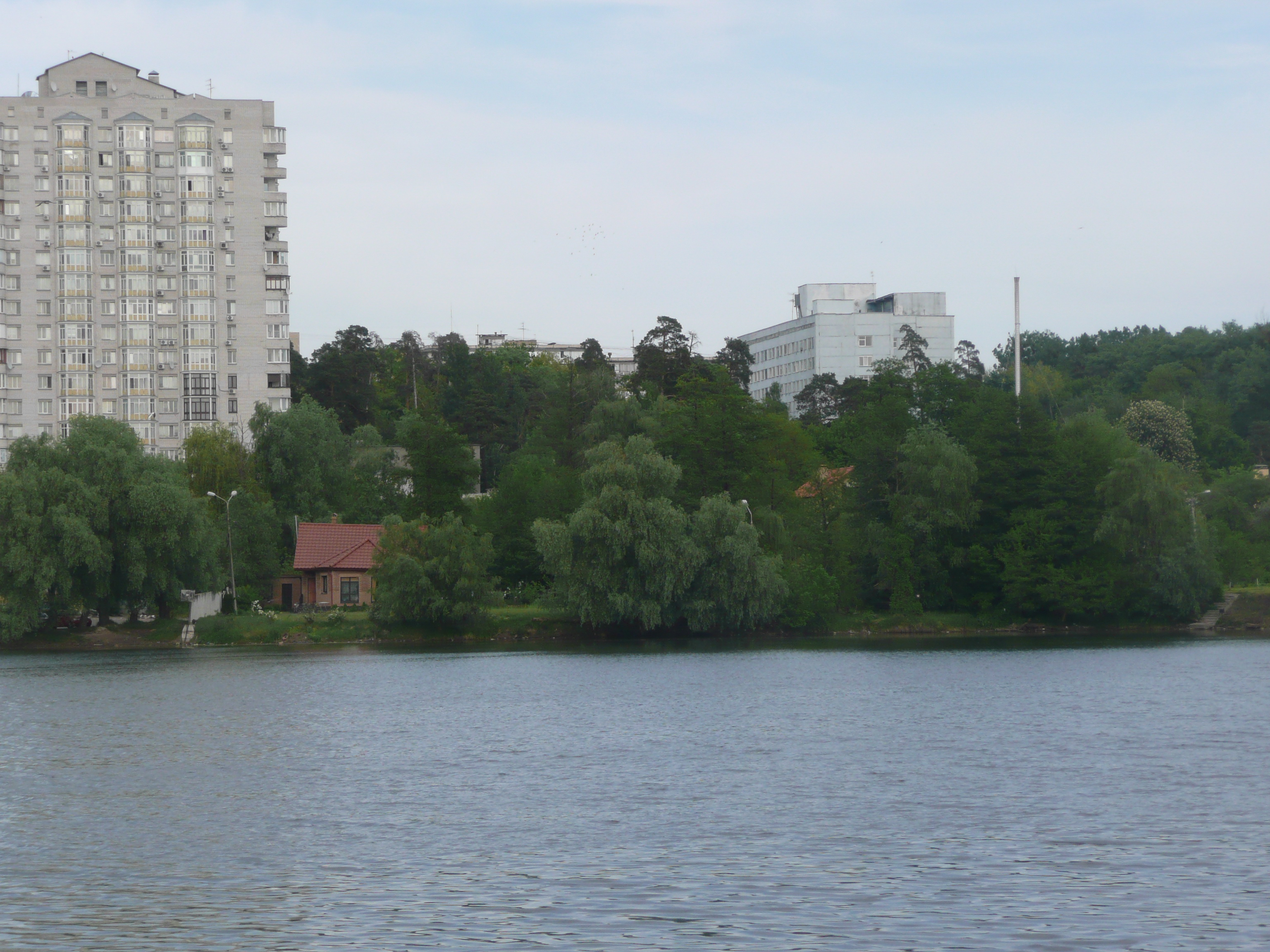
Ставок № 14

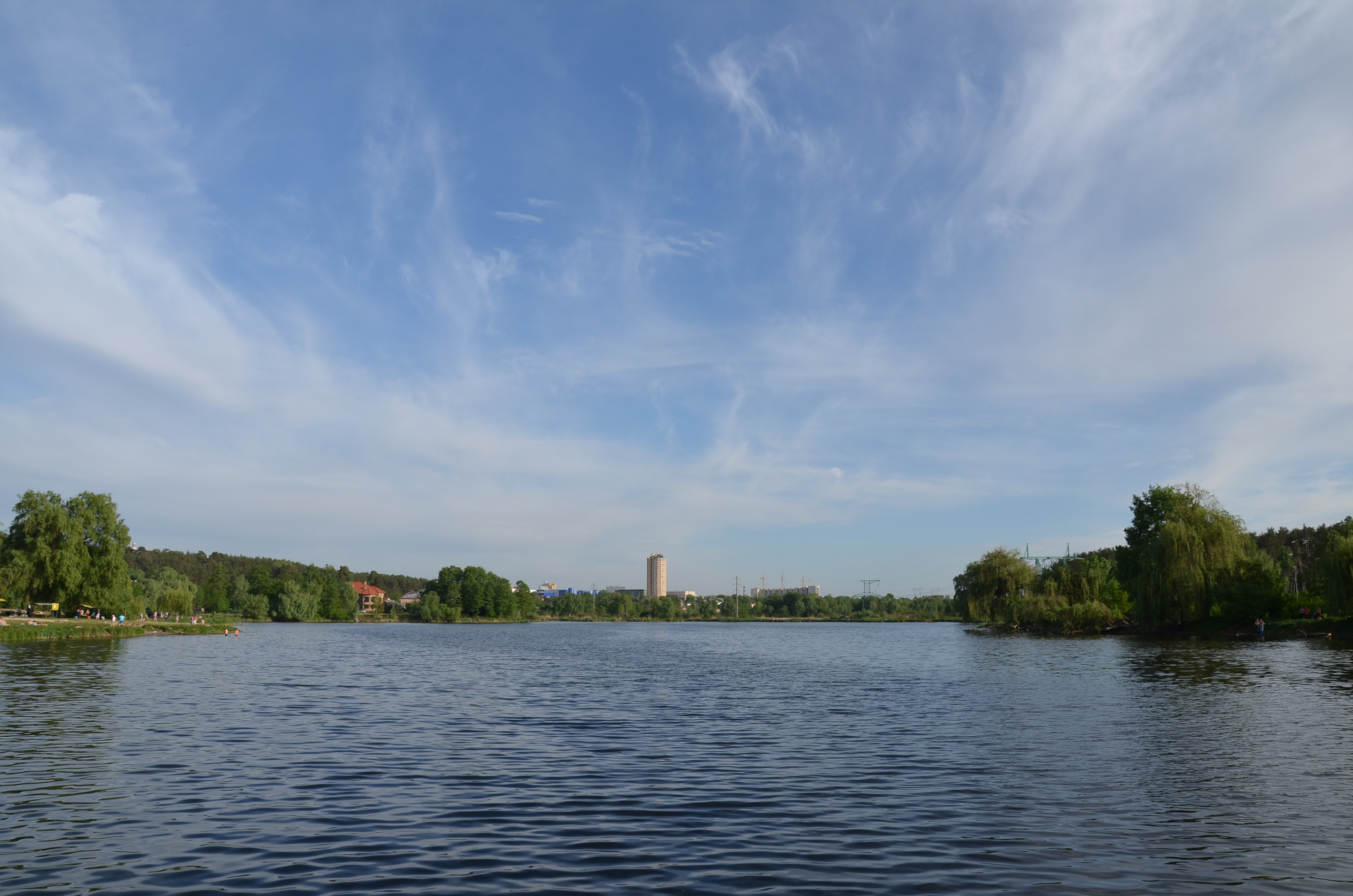
Ставок № 14

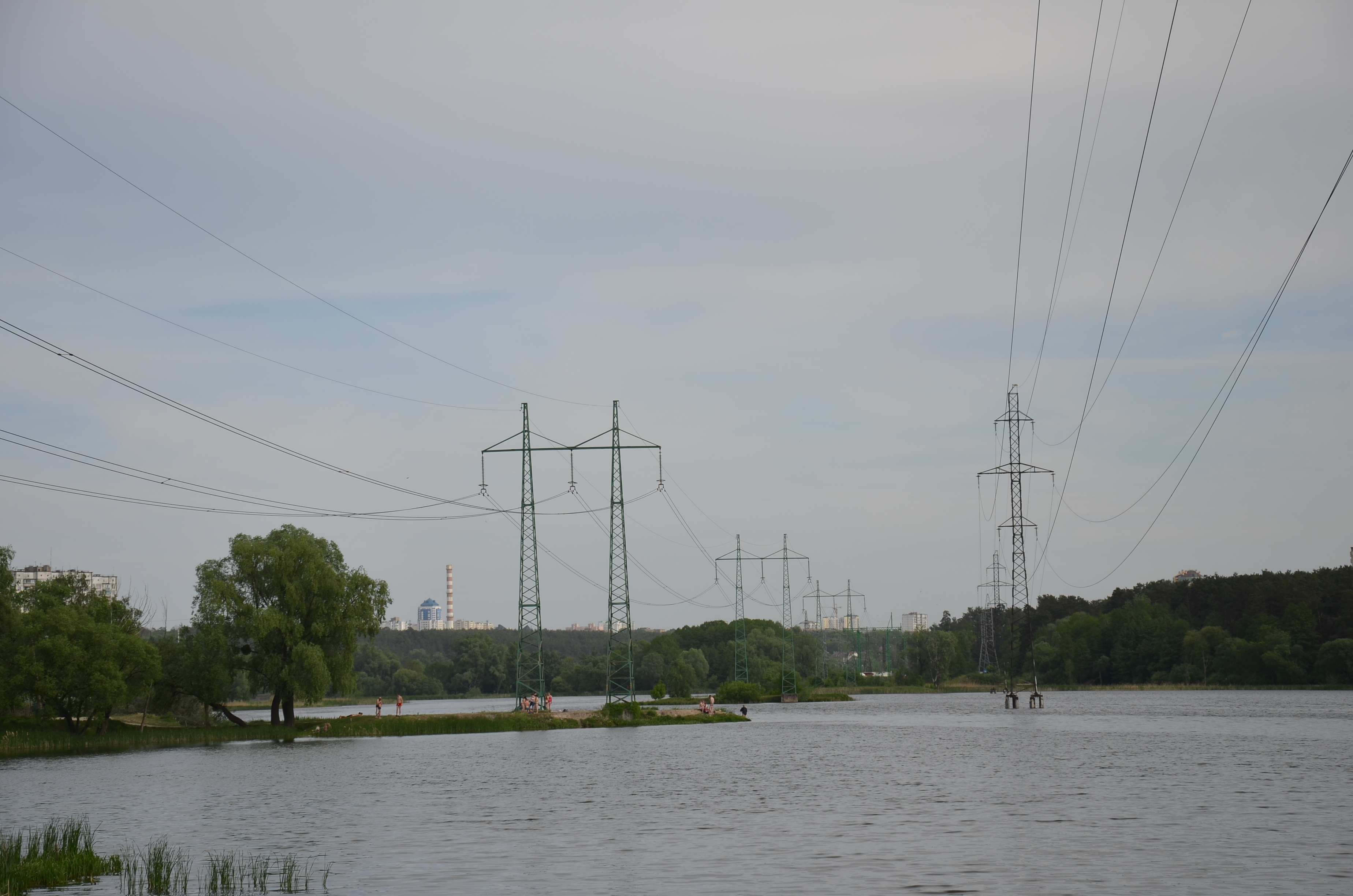
Став № 15

Став № 15 (Святошинське озеро) розташований на північ від Берестейського проспекту. Його довжина сягає 1700 м, ширина — 515 м, середня глибина — 2,5 м. Північно-східні береги ставу дещо уривчаті, а південно-західні — обліснені. Водні рослини представлені 12 видами, 7 з яких належать до гелофітів, 3 види — до гідрофітів, 2 види — до плейстофітів. Асоціація — рдесниково-очеретяна. Беріг сильно заріс очеретом і рогозом, задернований, вкритий низькою травою. Загальне покриття надземною рослинністю дорівнює 84 %, плаваючою на поверхні води — 6 %, зануреною — 40 %. До берегів ставу № 15 підступає сосновий Святошинський лісопарк.
Став № 14 (озеро Верховина) знаходиться за 272 м від ставу № 15 з південного боку Берестейського проспекту (поблизу готелю «Верховина»). Його довжина — 965 м, ширина — 244 м, середня глибина — 3 м. Береги пологі, з західної сторони обліснені. Частково заболочена південна частина. Водні рослини представлені 11 видами, 7 з яких належать до гелофітів, 3 види — до гідрофітів, 1 вид — до плейстофітів. Асоціація — рдесниково-осокова.
Неподалік ставу розташоване рибне господарство, від якого на Борщагівці тягнеться каскад ставків до самого її гирла.

## Екологічні проблеми
Меліоративні роботи, які були проведені на початку 2000-х років, призвели до осушення двох ставів та знищення екосистеми навколишніх боліт. Одне з озер по-варварськи засипали залишками будівельних матеріалів.